# Marjanus platnicki
Espèce
Synonymes
- Zelotes platnicki Zhang, Song & Zhu, 2001

Marjanus platnicki est une espèce d'araignées aranéomorphes de la famille des Gnaphosidae.

## Distribution
Cette espèce se rencontre en Chine au Hebei et au Shanxi, en Turquie et en Grèce,.

## Description
Le mâle décrit par Chatzaki en 2018 mesure 2,756 mm et la femelle 2,690 mm.

## Systématique et taxinomie
Cette espèce a été décrite sous le protonyme Zelotes platnicki par Zhang, Song et Zhu en 2001. Elle est placée dans le genre Marjanus par Chatzaki en 2018.

## Étymologie
Cette espèce est nommée en l'honneur de Norman I. Platnick.

## Publication originale
- Zhang, Song & Zhu, 2001 : « On five new species of the family Gnaphosidae (Arachnida: Araneae) from China. Acta Zoologica Sinica, vol. 47, Suppl., p. 52-58.